# Transponat

Transponatet A^{T} av en matris A fås bland annat genom att reflektera A:s element i huvuddiagonalen. Repetera processen för att få tillbaka utgångsmatrisen.

Inom linjär algebra är transponatet av en matris A en matris betecknad AT. AT kan beräknas på flera ekvivalenta sätt:
- Låt A:s rader bilda AT:s kolonner.
- Låt A:s kolonner bilda AT:s rader.
- Bilda AT genom att reflektera A:s element i huvuddiagonalen.

Om aij är elementet på rad i, kolonn j i A ges elementen i AT av:
{\displaystyle a_{ij}^{T}=a_{ji}}.

## Exempel
{\displaystyle {\begin{pmatrix}1&2&1\\3&5&7\\9&7&3\end{pmatrix}}^{T}={\begin{pmatrix}1&3&9\\2&5&7\\1&7&3\end{pmatrix}}}
{\displaystyle {\begin{pmatrix}1&7&5\\2&3&0\end{pmatrix}}^{T}={\begin{pmatrix}1&2\\7&3\\5&0\end{pmatrix}}}

## Egenskaper
Om A och B är matriser och c en skalär, så har man följande egenskaper:
- Transponatet är en involution:

{\displaystyle (A^{T})^{T}=A\,}
- Transponatet är en linjär avbildning:

{\displaystyle (A+B)^{T}=A^{T}+B^{T}\,}
{\displaystyle (cA)^{T}=cA^{T}\,}
- Vid transponering av en produkt av matriser vänder man på ordningen:

{\displaystyle (AB)^{T}=B^{T}A^{T}\,}
- Determinanten är invariant för transponering:

{\displaystyle \det(A^{T})=\det A\,}
- Om {\displaystyle A} är inverterbar är transponatet av inversen lika med inversen av transponatet:

{\displaystyle (A^{T})^{-1}=(A^{-1})^{T}\,}
- Om {\displaystyle A} endast har reella tal som element är {\displaystyle A^{T}A} en positivt semidefinit matris.

## Speciella matriser
Om D är en diagonalmatris är DT = D.
En symmetrisk matris är en matris där 
{\displaystyle A=A^{T}\,.}
En skevsymmetrisk matris är en matris där
{\displaystyle A=-A^{T}\,.}.
En ortogonal matris är en matris vars transponat är dess invers:
{\displaystyle A^{T}A=AA^{T}=I\,}
{\displaystyle A^{T}=A^{-1}\,.}